# Dos primos y un destino
Dos primos y un destino (en italiano: Uno contro l'altro, praticamente amici) es una película de comedia italiana dirigida por Bruno Corbucci y protagonizada por Renato Pozzetto y Tomás Milián.

## Reparto
- Renato Pozzetto - Franco Colombo
- Tomas Milian -  Quinto Cecioni aka "Monnezza"
- Anna Maria Rizzoli - Silvana Cecioni
- Bombolo - Capoccione
- Caterina Boratto - Señora Colombo, madre de Franco
- Riccardo Billi - Abuelo Domenico
- Alfredo Rizzo -  Abogado Randolfi
- Alessandra Cardini - Señora Cecioni
- Leo Gavero - Ministro
- Elisa Mainardi -  Madama di Tebe
- Sergio Di Pinto - Paccotto
- Andrea Aureli - Giacinto